# ハウスキーパー
ハウスキーパー (Housekeeper) はイギリスにおける女性家事使用人の一種であり、食料貯蔵室の管理と女性使用人全体の監督を行う上級職。家政婦長（メイド長）とも訳される。一家の女主人に代わり家庭内の整備と統御を行う。中流最上層と上流階級家庭でのみ見られた。
ランド・スチュワード（この職が使用人勢の総責任者）の下位で、バトラー（執事）など上級使用人達とは同格。

## 概要
現在では女性家事使用人自体を指す言葉として「ハウスキーパー」が使われるが、本来は最上位の女性使用人を指す言葉であった。イザベラ・ビートンが著した『ビートン夫人の家政読本』によれば、ハウスキーパーは家庭の命令系統において第二位に位置する。経済的余裕を誇示するために実務から遠ざけられ、家庭の奥深くに祭り上げられた女主人の職能の代行である。そのため、家庭全体の管理がその職務となる。具体的にはまず女性使用人の管理があり、また世帯における出納管理も行う。管理職としての業務以外では保存食の加工とその管理も彼女の職務と考えられた。そのうえ、応急手当や軽い病気の症状改善に用いる薬品の調合など、初歩的な医療行為についての知識も必要とされた。

## 雇用者
中流階級家庭に広く家事使用人が見られたヴィクトリア朝においても、ハウスキーパーを置くことができたのはごく一部であり、年1500から2000ポンドの収入がハウスキーパーを雇用する最低ラインであったとされる。中流階級と見做される最低限の収入は年200ポンドであり、上層中流階級といえども年1000ポンド程度の収入であったことを考えると、最低でも1500ポンドという条件は一般的な中流家庭の収入を大きく凌駕している。そのため、ごく一部の上流家庭か、下層上流階級よりも裕福な銀行家、大貿易商などの中流階級最上層の家庭のみがハウスキーパーを置くことが可能であった。ハウスキーパーを置く余裕のない中流階級家庭では、女主人が直接、女性使用人を監督した。ハウスキーパーが置かれた家庭では彼女の他に最低でも5～6人の使用人(料理人、男性使用人、および3～4人の女性使用人)が雇われているのが普通であった。

## 地位
ハウスキーパーは女主人の代行者であり、料理人、小間使い以外の女性使用人すべてを統括する。家令が置かれる場合を除いて、ハウスキーパーは執事と同じく使用人としては最高位に位置し、メイドとははっきり地位が区別されており、未婚・既婚を問わず、ハウスキーパーは姓に「ミセス」を冠して呼ばれた。執事とハウスキーパーは家長と女主人、それぞれの雇い主に由来する別々の指揮系統に属するため、どちらが上とは言うことができないが、家長の代行という権威の点で執事がやや上であった。しかし公的な立場では執事に一歩譲るとしても、男性使用人自体が希少であり、屋敷内における実際上の影響力という点ではハウスキーパーに敵うものはいなかった。ハウスキーパーは下級の女性使用人に対する全ての権限を持っており、食料庫も管轄しているがゆえに生殺与奪の権利を握っていたと言っても過言ではない。鍵束の音（施錠出来る全ての部屋の鍵を持ち歩く資格を得ていた）とともに屋敷を見回るハウスキーパーは年若い使用人(必ずしも女性使用人に限らない)の恐怖の象徴とも言われ、下級の使用人がハウスキーパーに反抗することは極めて少なく、場合によっては管理下にある若い使用人の給料を着服する不心得なハウスキーパーも存在した。さらに酷薄なハウスキーパーは、食事を与えない懲罰を頻繁に若い使用人のみならず主人の子弟に対してすら行っていたため、これに対抗して多くの菓子を自室に溜め込むものが貴賤を問わず発生し、英国の菓子文化として大いに影響していくこととなる。